# Serafin Kodić Glasnović
Blaženi Serafin Kodić Glasnović (Janjevo, 25. travnja 1893. – Lješ, 11. svibnja 1947.), franjevački svećenik, blaženik i mučenik.

## Životopis
Serafin Kodić bio je sin Gašpara i Antonije Kodić, a na krštenju je dobio ime Ivan. Franjevački habit obukao je već sa šesnaest godina, 1909. te uzeo redovničko ime Serafin. Svečane zavjete je položio 28. travnja 1915. godine. Kao redovnik Reda manje braće je za svećenika zaređen 30. lipnja 1915. Teološki studij započeo je u Skadru, na franjevačkoj bogosloviji, a zatim je nastavio u Grazu u Austriji.
Po Prvom svjetskom ratu ostao je u Albaniji i nije dolazio u Janjevo u razdoblju između dva svjetska rata. Fra Serafin bio je definitor, ekonom i profesor Provincije S. Navještenja u Albaniji i župnik u župama Dushman, Shalë, Prekal, Bushkash, Vukël i na kraju u Lješu (Lezhë). Dolazio je u Janjevo nekoliko puta za vrijeme Drugoga svjetskog rata. 
Poslije rata djelovao i u Albaniji za režima komunističkog vođe Envera Hoxhe.
Nazočio je jednom sastanku franjevačke provincije u Lješu. Tema su bile stvari u svezi s funkcioniranjem te provincije, čiji je bio ekonom. Nakon sastanka bio je uhićen i prisiljavan da lažno optuži svoju subraću franjevce. Nije pristao na to, nakon čega je bio okrutno mučen, zbog lažne optužbe i zavjere. Tijekom ispitivanja bio je teško ranjen na dušniku te je nakon višednevno umiranja preminuo 11. svibnja 1947. u franjevačkom samostanu u Lješu, u Albaniji, koji je već tada bio pretvoren u bolnicu.
Medicinska sestra, Marie Ndoj, se brinula o njemu u samostanu te ga kasnije i pokopala. Nakon pada komunističkog režima ona je 1994. godine pokazala mjesto gdje ga je pokopala. Na tom mjestu je kasnije pronađeno tijelo fra Serafina, pa su ga pokopali u temeljima sadašnje crkve Navještenja Blažene Djevice Marije Lješu.
Postupak za proglašavanje blaženim započeo je 10. studenoga 2002. godine, u Skadarskoj biskupiji, u Albaniji. Kauza za beatifikaciju 38 mučenika ubijenih iz mržnje prema vjeri (lat. In odium fidei) obuhvaća razdoblje od 1913., pa sve do 1974. godine. Kauza je svečano zaključena 8. prosinca 2010. godine, a na samom popisu se od Hrvata, osim njega, nalazi još i fra Alojzije Palić. Papa Franjo primio je 26. travnja 2016. u audijenciju prefekta Kongregacije za kauze svetaca, kardinala Angela Amata te mu dao ovlaštenje za proglašenje dekreta o mučeništvu sluge Božjega Vincenca Prennushija i 37 prijatelja mučenika.
Proglašen je blaženim u Skadru 5. studenoga 2016., zajedno s trideset i osam albanskih mučenika, a među njima je još jedan Hrvat don Anton Muzić.
Fra Serafinov životni put zabilježen je u dokumentarnom filmu Bože Vodopije Svete vjere mučenici: hrvatski blaženici iz Janjeva i Vrnavokola.

## Vanjske poveznice
- Angelina Tadić: Među "albanskim mučenicima" i Hrvat iz Janjeva fra Serafin Kodić Glasnović , Dubrovačka biskupija, 29. travnja 2013.
- Skadar: Među 40 kandidata za blaženike dvojica Hrvata iz Janjeva  Arhivirana inačica izvorne stranice od 19. listopada 2016. (Wayback Machine), Glas Koncila, 10. prosinca 2010.
- Molitva za proglašenje blaženim fra Alojzija Palića i fra Serafina Kodića, IKA V - 76226/3, IKA, 7. ožujka 2005.
- Dokumentarni film Sveta Hrvatska, HAZUD, Izvor: IKA/HAZUD, 15. veljače 2016.
- Tanja Popec: Pozvani na svetost, Veritas - glasnik sv. Ante Padovanskoga, studeni 2010.